# 白ボール
白ボール（しろボール、White chipboard）とは、白板紙の一種で、コート白ボールとノーコート白ボールの総称であり、単にコートボールと言う時もある。
片面が白く裏面ねずみ色の物が一般に「裏ネズ」と呼ばれ、片面の白層にコーティング剤を塗工したものをコート白ボールと称する。また、裏ネズのねずみ色を隠すため裏面にパルプや上質系古紙を抄きこんだものが「裏白」とも呼ばれ、正式にはコート白ボール裏白と呼ぶ。印刷効果を上げるために白いコーティング剤による塗工を施したものをコート白ボールと呼び、非塗工のものをノーコート白ボールと呼ぶ。
また紙器用板紙と呼ばれることが多く、その大半は食品衛生法の観点から蛍光染料を使わない物が多い。しかし原料となる新聞古紙・雑誌古紙の中には新聞チラシや雑誌・週刊誌等の蛍光染料を使用した印刷用紙が含まれるため、少量の蛍光反応は発生する。これらの古紙由来からの蛍光反応はあるが、製造工程で蛍光染料を使用しない物を無蛍光（ノー蛍光）と呼んでいる。

## 由来
白ボールは、黄ボール・チップボールなどの品質がグレードアップしたものが派生の原点であり、それ以前のパッケージは貼箱と呼ばれて黄ボール・チップボールに和紙や薄用紙を貼って美粧性を出していた。貼箱は現在でも作られているが印刷箱と比較してコストが高いため、高級な用途にしか用いられなくなって来ている。

## 原材料
白ボールの原料には、白層にパルプ・上質系古紙（PPCなど）、中層に新聞古紙・雑誌古紙、裏層に新聞古紙を使用するのが一般的である。近年、中国が経済発展により輸入に頼っていた白ボールを自国内で生産するようになり、さらに世界一の生産量となったため、原料となる雑誌古紙などを日本などの各国から輸入しており、日本国内の古紙価格が高騰している。

## 主な用途
- 食品向けパッケージ・ティッシュボックス・日用雑貨向けパッケージなどに使われる。
- 出版用途として貼合絵本・ブックケースにも使われる。

## 製造メーカー
王子マテリア、王子製紙、日本製紙、北越コーポレーション、レンゴー、大阪製紙、丸井製紙、アテナ製紙